# トンネルワインカーヴ

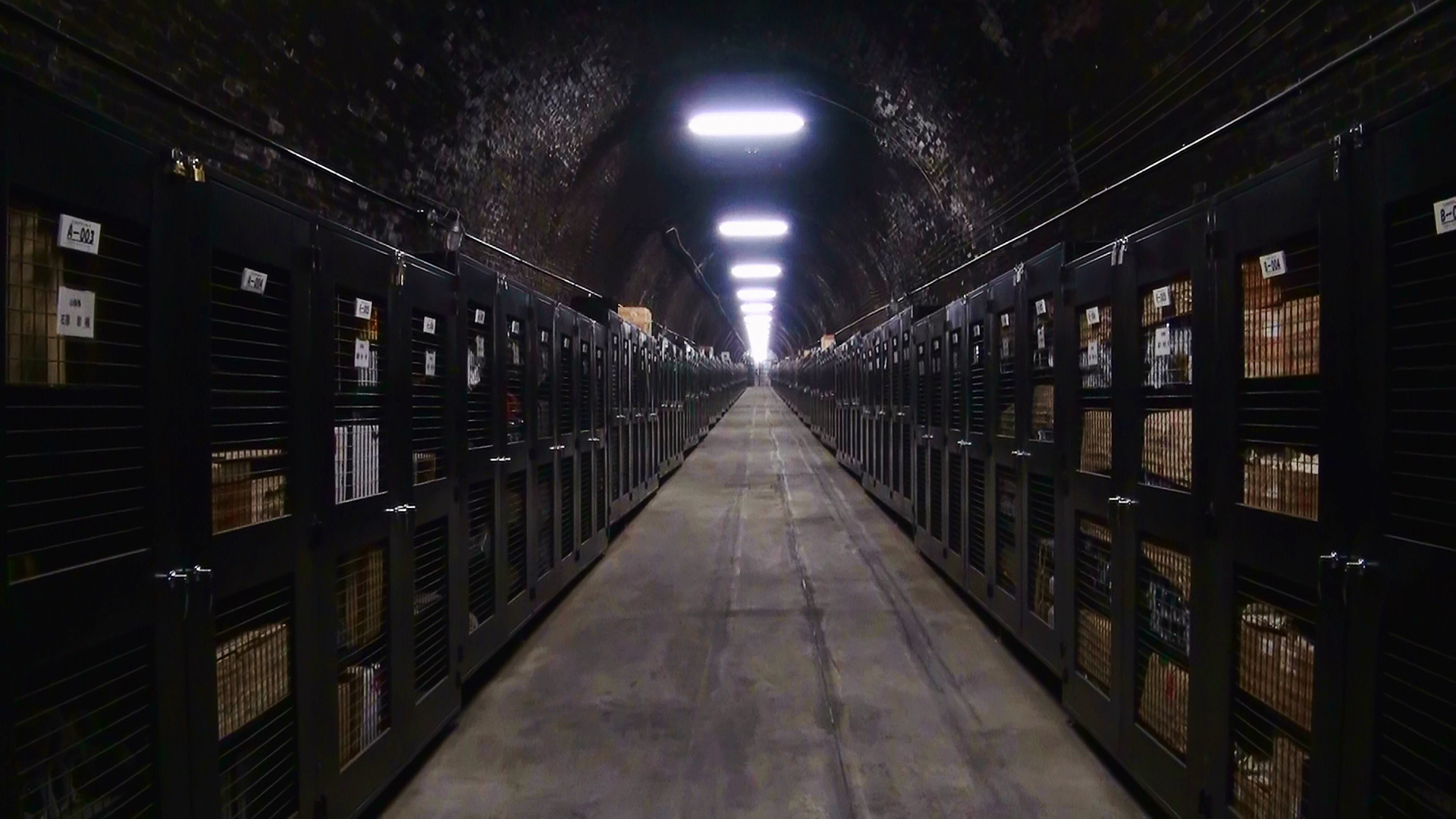
旧深沢トンネルワインカーヴ内部。甲府側から東京方面を望む。東京方面に向かって登り勾配になっている様子がわかる。（2010年8月21日撮影）

トンネルワインカーヴは、山梨県甲州市勝沼町にある、東日本旅客鉄道（JR東日本）中央線の旧深沢トンネルを利用したワインセラーである。カーヴとは貯蔵庫を意味するフランス語（fr:Cave）である。甲州市勝沼ぶどうの丘が管理・運営している。

## 概要
深沢トンネルは、連続する大日影トンネルと同様、1902年（明治35年）に貫通。1903年（明治36年）に中央線は甲府まで開通した。中央線の開通により、東京まで短時間で大量に出荷できるようになったため、勝沼のぶどうとワイン産業に革命的な変化をもたらした。トンネルは1997年（平成9年）の新深沢第2トンネル開通まで使用され、後に「旧大日影トンネル・旧深沢トンネル」として土木学会選奨土木遺産に、「甲州市のワイン醸造を支えたインフラ施設・建築物」として経済産業省の近代化産業遺産に認定された。
勝沼ぶどう郷駅から大日影トンネル遊歩道を通り抜けると、2005年（平成17年）5月に開設した全長1,104mの旧深沢トンネルワインカーヴがある。トンネルがレンガ造りであることから、ワインセラーとして活用している。内部の気温は、冬場は14〜15℃、夏場は17〜18℃、湿度は60〜65%と一年を通して安定している。温度調節はしていないが、湿度調整はしている。
案内所で申し付ければ一般客も見学できるが、通常は入口から数十メートルまでの見学となっており、そこから奥は契約者もしくは契約しているワイナリの案内がないと入れない。トンネル内には、横向きに走るフォークリフトがある（走る方向を基準にすれば、横向きにフォークがついているともいえる）。これは細長いトンネルの壁に沿って延々と並んだ棚にワインを出し入れするためである。
大日影トンネル遊歩道とトンネルワインカーヴの間には、深沢川が流れており、河川用のレンガトンネルを見ることができる。これはトンネルを掘った土で谷を埋めたのだが、川がせき止められるのを防ぐために河川用のトンネルを作ったものである。現在、中央線の車内から、新大日影トンネルと新深沢トンネルの間で一瞬だけ外が見えるところが、この部分である。